# Grilled
Grilled är en komedi från 2006 i regi av Jason Ensler med Kevin James och Ray Romano i huvudrollerna. Filmen hade DVD-premiär i USA den 11 juli 2006.

## Handling
Maurice (Ray Romano) och Dave (Kevin James) är dörrförsäljare av köttprodukter och behöver öka sin försäljning för att behålla sina jobb. Efter flera misslyckade dörrknackningar stöter de på Loridonna (Sofia Vergara), som är intresserad av killarnas kött och deras produkter. Ett nödsamtal distraherar dem och de hamnar istället hos maffiaprinsessan Suzzane (Juliette Lewis). Väl där möter de gangstern Tony (Kim Coates) och två torpeder.

## Rollista
- Ray Romano - Maurice
- Kevin James - Dave
- Mary Lynn Rajskub - Renee
- Jack Kehler - Abbott
- Jon Polito - Leon Waterman
- Sofia Vergara - Loridonna
- Juliette Lewis - Suzzane
- Kim Coates - Tony
- Michael Rapaport - Bobby
- Barry Newman - Boris
- Burt Reynolds - Goldbluth
- Eric Allan Kramer - Irving